# آگفرکو ایر
آگفرکو ایر (به انگلیسی: Agefreco Air) یک شرکت هواپیمایی است که در تاریخ ۱۹۸۸ میلادی تأسیس شده است.
دفتر مرکزی آگفرکو ایر در کینشاسا، جمهوری دموکراتیک کنگو واقع شده‌است.